# Seychelse blauwe duif
De Seychelse blauwe duif (Alectroenas pulcherrima) is een vogel uit de familie Columbidae (duiven).

## Verspreiding en leefgebied
Deze soort is endemisch op de Seychellen, een archipel ten noorden van Madagaskar.